# Raffaele Calace
Raffaele Calace (Naples, 29 décembre 1863 – 14 novembre 1934) est un italien, joueur de mandoline, compositeur, et luthier.

## Biographie
Calace, né à Naples, Italie, est le fils d’Antonio Calace, un luthier très connu. Il a d'abord reçu une formation de musicien, découvrant la mandoline, et il est devenu virtuose de cet instrument. Après avoir obtenu avec les félicitations les diplômes du Conservatoire Royal de Musiques de Naples, Calace a réussi à élever le rang de la mandoline dans la musique. Il a fait des tournées en Europe et au Japon, en donnant des concerts de mandoline et de mandoloncelle. Le mandoloncelle est une variante basse de la famille de la mandoline que les experts pensent avoir été créée par les luthiers napolitains dans la dernière décennie du XIXe siècle, et que Raffaele Calace a bien perfectionné. Raffaele Calace a effectué trois longs enregistrements dans lesquels il joue de la mandoline et du mandoloncelle.
Raffaele Calace a écrit environ 200 compositions pour la mandoline. Elles comprennent des œuvres pour mandoline solo et des compositions pour mandoline et d'autres instruments — duos avec piano, trios avec mandole et guitare, des Quatuors romantiques de mandolines (deux mandolines, mandole, et guitare), et des quintettes.
Calace a aussi écrit des œuvres pédagogiques, dont une méthode pour mandoline, Schule für Mandoline, et une méthode pour jouer le mandoloncelle. La méthode pour mandoline s'appuie sur les maîtres de la mandoline italiens du XVIIIe siècle tels que Giovanni Battista Gervasio (c. 1725–c. 1785), Gabriele Leone (c. 1725–c. 1790) et d'autres. Elle montre l'évolution du style de jeu traditionnel italien. L'enseignement de Calace forme une passerelle vers les méthodes modernes de mandoline, telles celles du compatriote de Raffaele Calace Silvio Ranieri (en) (1882-1956), un virtuose romain qui s'est établi à Bruxelles, et de Giuseppe Pettine (1874-1966).
Raffaele Calace et son frère Nicola Calace (1859-1923), également musicien, sont devenus luthiers de mandolines. Ils ont introduit des améliorations dans les techniques de construction et ont modernisé la mandoline. Entre autres innovations, ils ont agrandi sa caisse et comme le luthier romain Luigi Embergher (en) ont allongé la touche au-dessus de l'ouïe pour augmenter l'étendue de l'instrument.
Lorsque Nicola Calace a émigré aux États-Unis en 1898, Raffaele a continué l'atelier Calace avec sa fille Maria (aussi instrumentiste de la mandoline), et son fils Giuseppe Calace. Aujourd'hui l'atelier Calace est tenu par le petit-fils de Calace.

## Liste partielle de ses compositions
- Tarantella Napoletana, op.18, pour mandoline et guitare
- Bolero; op. 26
- Polonaise, op.36, pour mandoline et guitare
- Variations sur un thème de Beethoven, op.67
- Piccola Gavotta, op.73
- Méditation, op.76
- Saltarello, op.79
- Danza Spagnola, op.105
- Concerto, op.113 Marciale
- Rondo, op.127
- Romanza, op.134
- Mazurca, op.141
- Concerto en la mineur no 2, op.144
- Gran preludio, op.175
- Notturno-Cielo Stellato, op.186
- Marziale pour mandoline et liuto-cantabile
- Fantasia poetica, pour mandoline et piano